# Земеровкови
Земеровкови (Soricidae) е семейство дребни бозайници от разред Земеровкоподобни (Soricomorpha). То включва и най-дребния съществуващ днес бозайник, етруската земеровка (Suncus etruscus).
Земеровкови са разпространени в Азия, Европа, Африка, Северна Америка и части от Южна Америка. Някои видове са привнесени от човека в Австралия, Нова Зеландия и Мадагаскар. В България се срещат 7 вида земеровки, като често срещана е обикновената кафявозъбка (Sorex araneus).

## Външен вид
Размерът на земеровките варира в широки граници — масата им е между 2 и 35 g, дължината на тялото — между 35 и 180 mm, а дължината на опашката — между 10 и 120 mm. На външен вид приличат на мишки, но главата им е относително голяма, а муцуната — удължена, заострена и силно подвижна. Очите са малки, а ушните раковини — при повечето видове слабо развити и скрити в козината. Въпреки това слуховите органи са силно чувствителни и могат да възприемат ултразвук. Крайниците имат по пет пръста, като при видовете, приспособени за живот във водата, между тях има плавателна ципа. Окраската при някои видове е специфична за отделните индивиди, докато при други е еднаква за целия вид.

## Начин на живот и хранене
Земеровката е много подвижно животно. През цялата година (и зиме, и лете) рядко може да се види в покой. С муцуната си рови в горската постилка при корените на дърветата, в някои гнили пънове, а понякога се скрива даже и в жилището на човека. За едно денонощие изяжда храна, чието количество е по-голямо от собственото му тегло. Храни се с насекоми, личинки, червеи. Изтребва стоножки, охлюви, жаби, мишки, бръмбари, пчели. Понякога яде и мърша. Напада и по-едра от себе си плячка. Когато е в плен, земеровката е учудващо свирепа. Човек трябва да бъде особено предпазлив, за да не бъде ухапан или наранен.
През лятото ражда 2-3 пъти, и то до 10 малки наведнъж.

## Родове
Семейство Soricidae – Земеровкови
Подсемейство Crocidurinae – Белозъбкови
Crocidura – Белозъбки
Diplomeson
Feroculus
Paracrocidura
Ruwenzorisorex
Scutisorex
Solisorex
Suncus – Многозъби белозъбки
Sylvisorex
Подсемейство Myosoricinae
Congosorex
Myosorex
Surdisorex
Подсемейство Soricinae – Кафявозъбкови
Триб Anourosoricini
Anourosorex
Триб Blarinellini
Blarinella
Триб Blarinini
Blarina
Cryptotis
Триб Nectogalini
Chimarrogale
Chodsigoa
Episoriculus
Nectogale – Елегантна водна земеровка
Neomys – Водни земеровки
Nesiotites
Soriculus
Триб Notiosoricini
Megasorex
Notiosorex
Триб Soricini
Sorex – Кафявозъбки

## Допълнителна информация
Край планинските потоци и езера се среща и водна земеровка (кутора), която е особено вредна за рибарниците, защото унищожава малките рибки и раците.